# Jelcz PO-1
Jelcz PO-1 – przyczepa autobusowa, produkowana przez Jelczańskie Zakłady Samochodowe w Jelczu koło Oławy. Konstrukcja przyczepy była oparta na skróconym nadwoziu autobusu podmiejskiego Jelcz 043. Pojazd był przeznaczony głównie na eksport do ościennych krajów socjalistycznych.

## Historia

### Geneza
6 grudnia 1958 zawarto umowę licencyjną pomiędzy Polską a Czechosłowacją na produkcję autobusów międzymiastowych Škoda-Karosa 706 RTO. Konstrukcja ta rozpoczęła produkcję autobusów wysokopojemnych w Polsce. W Jelczu rozpoczęto produkcję autobusów Jelcz 043 z których wyewoluowały autobusy miejskie oraz turystyczne. Na początku lat 60. rozwój komunikacji miejskiej i międzymiastowej powodował zapotrzebowanie na większe pojazdy (lub zespoły pojazdów). W 1962 rozpoczęły się pracę nad miejskimi autobusami przegubowymi. Na trasach międzymiastowych wybrano jednak przyczepy autobusowe.

### Budowa i eksploatacja
W 1964 opracowano przyczepę autobusową Jelcz PO-1. Projekt został sporządzony przez zespół projektantów JZS pod kierownictwem inż. Henryka Kolendo. Autobus ten był maksymalnie zunifikowany z Jelczem 043. W krótkim czasie wykonano prototyp, który jednak nie został dopuszczony do ruchu przez Instytut Transportu Samochodowego. Władze Jelcza chciały początkowo dokupić licencję czechosłowackiej przyczepy, jednakże ostatecznie dokonano poprawek, po których pojazd został dopuszczony do ruchu. Prototyp skierowano również na testy do Czechosłowacji, gdzie pozytywnie przeszedł wszystkie badania.
W 1965 rozpoczęto seryjną produkcję przyczepy. Początkowo mimo problemów na rynku krajowym, pojazdy te były przeznaczone głównie na eksport do sąsiednich krajów socjalistycznych. W 1967 Rada Techniczna COKBP-Mot przyznała przyczepie Jelcz PO-1 grupę A, oznaczającą wyrób najwyżej klasy światowej. Na podstawie tej konstrukcji zostały zbudowane wersje: sypialno-turystyczna, miejska, barowa, laboratoryjna oraz szkolna, która jest przystosowana do ciągnięcia przez ciągnik rolniczy.
Przyczepy były wykorzystywane przez przedsiębiorstwa PKS oraz komunikacji miejskiej (i ich odpowiedniki w Czechosłowacji i NRD). Krótki rozstaw osi powodował, że przyczepa trzęsła się podczas jazdy. Komfort podróży obniżał również kurz i spaliny pochodzące od ciągnącego autobusu. Eksport autobusów do Czechosłowacji spowodował zaprzestanie produkcji przyczepy B40 przez zakłady Škoda-Karosa.
Eksploatacja przyczep autobusowych z pasażerami została zakazana przez polskie prawo w 1997.
Pojazdy te są odrestaurowane i zachowane przez przewoźników lub stowarzyszenia miłośnicze jak zabytkowe autobusy.

## Konstrukcja

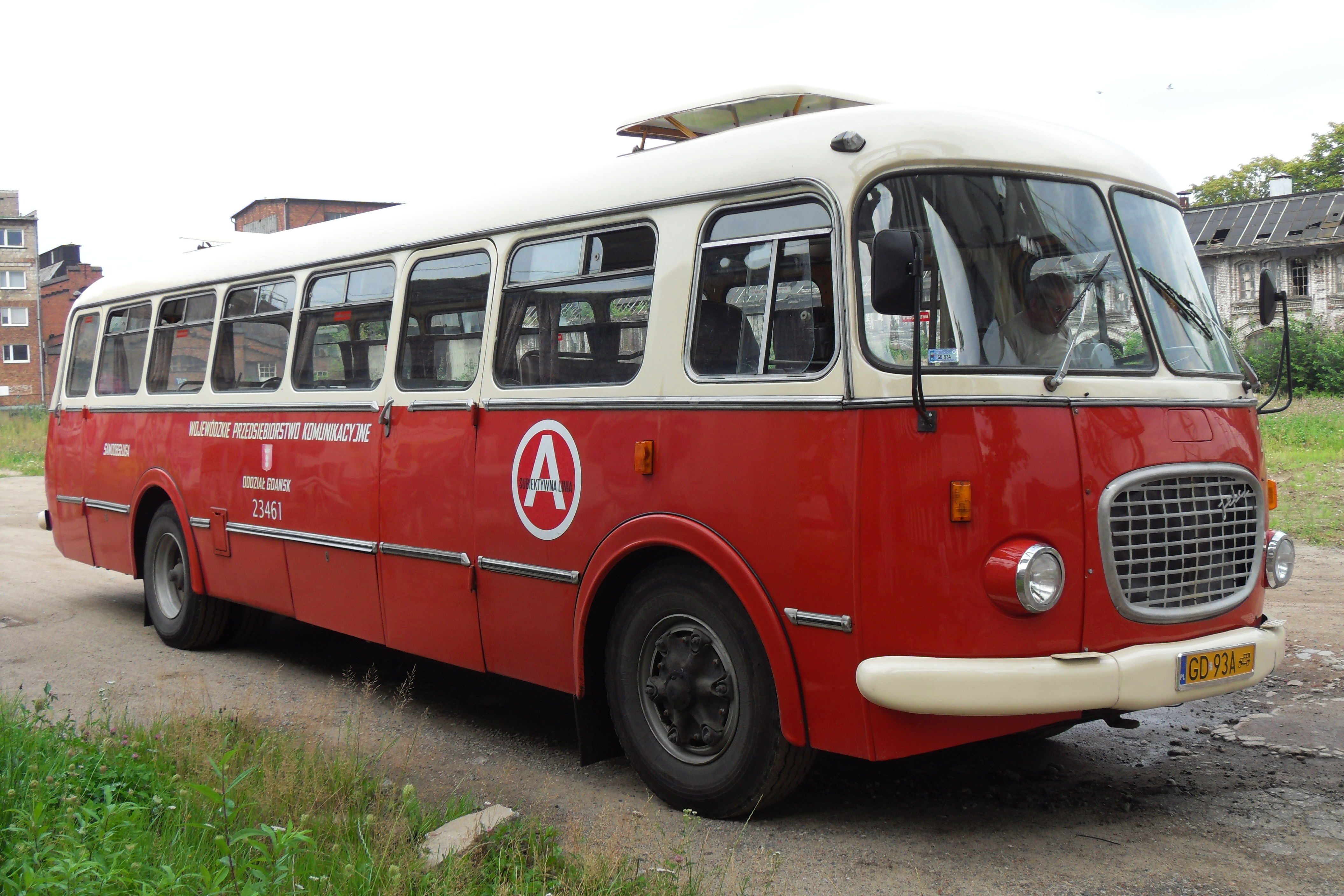
Jelcz 043

Konstrukcja została oparta na konstrukcji Jelcza 043. Rama półsamonośna była wykonana z profili stalowych spawanych z ceowników tłoczonych. Szkielet był wykonany z profili zamkniętych i otwartych do których nitowane były blachy poszycia zewnętrznego grubości 1 mm.
Zastosowano wnętrze analogiczne do autobusu. W środku znajdowało się 36 miejsc siedzących. Siedzenia opierały się na szkielecie z rurek stalowych. Siedziska i oparcia były tapicerowane. Przyczepa wyposażona została w hamulce działające zarówno z autobusu (oś tylna) oraz niezależny hamulec działający bez autobusu. Przyczepa posiadała dyszel łączący z autobusem podwójnym zaczepem. Z dyszlem powiązana była przednia skrętna oś przyczepy. Najpoważniejszą wadą zestawu było zachodzenie przyczepy do środka łuku, co powodowało kolizje w ruchu miejskim. W pojeździe były tylko jedne drzwi z prawej strony pojazdu.
Instalacja elektryczna była zasilana z pojazdu ciągnącego. Działała pod napięciem 24 V.